# Karl Lenz (Politiker, 1892)
Karl Lenz (* 28. Februar 1892 in Illertissen; † 25. Dezember 1960 in Memmingen) war ein deutscher Politiker der BVP und der CSU. Er gehörte dem Bayerischen Landtag von 1924 bis 1928, von 1932 bis 1933 und von 1950 bis 1954 an. 1945 wurde er kurzzeitig zum Landrat des Landkreises Laufen ernannt und von 1948 bis zu seinem Tod war er gewählter Landrat des Landkreises Memmingen.

## Leben
Lenz besuchte das humanistische Gymnasium in Dillingen, Günzburg und München. Er studierte Land- und Volkswirtschaft, zunächst an der Technischen Hochschule, später an der Universität. Mit Ausbruch des Ersten Weltkriegs unterbrach er sein Studium, um als Artillerie- und Fliegeroffizier ins Feld zu ziehen. Er kehrte schwerkriegsbeschädigt zurück und legte 1920 sein Staatsexamen für das höhere landwirtschaftliche Lehramt ab. Zwei Jahre später erfolgte seine Promotion. Nach einer Anstellung als Assessor an einer Landwirtschaftsschule war Lenz bis 1939 tätig. Im Zweiten Weltkrieg war er Offizier der Reserve. 1945 wurde er Oberregierungsrat bei der Siedlungsbehörde.

## Politik
Lenz begann sein politisches Engagement in der Weimarer Republik: Für die BVP gehörte er dem Bayerischen Landtag von 1924 bis 1928 und noch einmal von 1932 bis 1933 an.
Nach Kriegsende 1945 wurde Lenz kurzzeitig zum Landrat des Landkreises Laufen ernannt. 1948 erfolgte seine Wahl zum Landrat des Landkreises Memmingen, dieses Amt hatte er bis zu seinem Tod inne. Sein Nachfolger wurde Martin Frehner.
1946 war Lenz ein Kandidat für die Wahl zur Verfassunggebenden Landesversammlung, schaffte den Einzug jedoch nicht. Bei der Landtagswahl 1950 wurde er über das Direktmandat im Stimmkreis Memmingen-Stadt und -Land in den Bayerischen Landtag gewählt. Aufgrund einer Affäre wurde er 1954 nicht erneut zur Wahl aufgestellt und schied damit aus dem Landtag aus.